# Mobina Nematzadeh
Mobina Nematzadeh (Zanjan, 17 de maio de 2005) é uma taekwondista iraniana.

## Carreira
Mobina Nematzadeh nasceu em uma família voltada para o esporte. Seu pai, Abbas NematZadeh, ex-membro da equipe nacional de fisiculturismo, desempenhou um papel importante em nutrir sua paixão pelo esporte. Nematzadeh começou a praticar taekwondo aos seis anos de idade e rapidamente se juntou à equipe júnior de Teerã. Um ano depois, competindo contra oponentes mais velhos, ela ganhou o campeonato nacional. Aos 10 anos, ela foi convidada a se juntar à seleção nacional, uma conquista rara no esporte do taekwondo.
O primeiro sucesso internacional de Nematzadeh veio em 2017 no Campeonato Mundial Júnior de Taekwondo no Vietnã, onde ela ganhou uma medalha de ouro. Em 2019, ela garantiu mais duas medalhas de ouro no Campeonato Asiático Júnior de Taekwondo na Jordânia e no Campeonato Mundial no Uzbequistão, tornando-a a atleta júnior de taekwondo mais condecorada do mundo. Devido ao seu talento e sucesso precoce, ela foi convidada a se juntar à seleção nacional sênior, onde continuou a obter sucesso significativo apesar de sua tenra idade. Em 2022, ela ganhou uma medalha de prata no Campeonato Asiático na Coreia do Sul e uma medalha de ouro no Campeonato Asiático de Clubes em Teerã. Além disso, ela ganhou uma medalha de bronze nos Jogos Asiáticos de 2022 em Hangzhou. Outras conquistas notáveis incluem um ouro e um bronze na Copa do Presidente do Mundo de Taekwondo e duas medalhas de bronze nos eventos do Grand Prix na França e na Itália.
Nos Jogos Olímpicos de Verão de 2024, em Paris, conquistou a medalha de bronze na categoria de até 49 kg feminino.